# Przyborów (powiat radomszczański)
Przyborów – wieś w Polsce położona w województwie łódzkim, w powiecie radomszczańskim, w gminie Kobiele Wielkie.
W latach 1975–1998 miejscowość położona była w województwie piotrkowskim.

## Zabytki
Według rejestru zabytków Narodowego Instytutu Dziedzictwa na listę zabytków wpisany jest obiekt:
- park dworski, XIV w., 1935, nr rej.: 419 z 11.09.1991